# Tandwouw
De tandwouw (Harpagus bidentatus) is een roofvogel uit de familie van de havikachtigen (Accipitridae).

## Verspreiding en leefgebied
Deze soort komt voor van oostelijk Mexico tot zuidoostelijk Brazilië en telt twee ondersoorten:
- H. b. fasciatus: van zuidelijk Mexico tot westelijk Colombia en Ecuador.
- H. b. bidentatus: van oostelijk Colombia tot Bolivia en oostelijk Brazilië.

## Status
De grootte van de populatie is in 2019 geschat op 0,5-5 miljoen volwassen vogels. Op de Rode lijst van de IUCN heeft deze soort de status niet bedreigd.